# Haddon Township
Haddon Township est une municipalité située dans le comté de Camden, dans l'État du New Jersey, aux États-Unis. Elle est située non loin de Philadelphie (environ 10 km au sud est). Philadelphie est voisine de Haddon par le fleuve Delaware qui les sépare.

## Histoire

### Les origines: Newton Township
Les premiers colons européens du canton de Newton s’installèrent dans la région de Newton Creek en 1681. La communauté survécut à la guerre d’Indépendance ainsi qu’à l’incorporation de Camden en tant que ville. Toutefois, les historiens estiment que le canton se divisa en deux à la suite de changements législatifs adoptés par l’Assemblée du New Jersey au milieu des années 1840.
Ces nouvelles lois modifièrent l’ancienne pratique d’organiser les élections générales sur deux jours à différents endroits du canton, forçant ainsi plusieurs localités à se scinder en unités plus petites.
Le 23 février 1865, quelques mois avant la fin de la guerre de Sécession, la partie est du canton de Newton fut détachée pour former le canton de Haddon.

### La naissance du canton de Haddon
Le nom du canton provient de John Haddon, dont la fille, Elizabeth Haddon Estaugh, quitta l’Angleterre au XVIIIᵉ siècle pour s’installer sur les vastes terres de son père, comprenant ce qui est aujourd’hui Haddon Township.
Le premier hôtel de ville du canton fut construit en 1853 sur la Haddonfield & Camden Turnpike (aujourd’hui Haddon Avenue), à l’emplacement actuel de la caserne de pompiers de Haddonfield.

### Croissance et développement au XIXᵉ siècle
En 1875, le canton de Haddon comptait :
- 81 fermes,
- Plus de 2 501 habitants (dont 1 400 dans le village de Haddonfield, alors sous juridiction du canton),
- 33 établissements manufacturiers.

Le canton s’étendait sur 5 286 acres, incluant des terres situées au sud et à l’est de l’actuel Collings Road.
Son développement fut grandement accéléré dans les années 1850 grâce à la construction du chemin de fer Camden & Atlantic, offrant un accès rapide à Camden, puis par ferry à Philadelphie, et vers le sud jusqu’à Absecon Inlet.

### Les villages de Haddon Township: Haddonfield et Rowandtown
Outre Haddonfield, un regroupement de maisons et de commerces émergea le long de la Haddonfield Turnpike, entre les actuelles Maple Avenue et Cuthbert Boulevard : ce hameau prit le nom de Rowandtown, en hommage au forgeron local, John Rowand.
Dès 1825, les habitants de Rowandtown avaient bâti une école à classe unique, remplacée en 1872 par la Rowandtown School, un bâtiment à deux étages. Rowandtown devint également une station du chemin de fer Camden & Atlantic.
Un péage pour la Haddonfield & Camden Turnpike y fut établi pendant de nombreuses années au XIXᵉ siècle, près de l’actuelle intersection de Crystal Lake et Haddon Avenue.

### Évolution de la Rowandtown School
Elle a été construite en 1872 sur Haddon Avenue, puis déplacée sur Center Street pour devenir une église méthodiste.
	Elle est actuellement une résidence privée au 20-22 Center Street dont l’annexe arrière est aujourd’hui utilisée comme bureaux municipaux au 10 Reeve Avenue.

### Les divisions successives du canton
Au fil des ans, le canton de Haddon fut morcelé pour donner naissance à neuf autres municipalités
- Oaklyn,
- Audubon,
- Audubon Park,
- Collingswood,
- Gloucester City,
- Woodlynne,
- Camden,
- Haddon Heights,
- Haddonfield.

Ces divisions successives laissèrent au canton de Haddon ses frontières irrégulières et discontinues que nous connaissons aujourd’hui, englobant notamment les communautés de West Collingswood Heights et West Collingswood Extension.

## Géographie
Haddon fait partie de la région métropolitaine de Philadelphie.
Le centre-ville de Westmont est animé, avec de nombreux restaurants, cafés, bars et boutiques locales. L’atmosphère est communautaire et conviviale,[réf. nécessaire] avec beaucoup d'événements organisés tout au long de l'année, comme des marchés fermiers, des concerts de rue et des festivals.